# جو بورتر
جو بورتر (5 مايو 1980 في المملكة المتحدة - ) (بالإنجليزية: Joe Porter)‏ هو لاعب كريكت بريطاني. لعب مع نادي مقاطعة سري للكريكت ‏ وOxfordshire County Cricket Club ‏ وSurrey Cricket Board ‏ ونادي الكريكت في جامعة أكسفورد ‏.